# Östansjö, Sundsvalls kommun

Östansjö är en mindre ort i Attmars socken i Sundsvalls kommun, Västernorrlands län. Byn ligger vid sjön Öster-Långedsjön på Norrhasselvägen söder om Matfors.
Travtränaren Henrik Svensson har sin gård i byn.